# Christopher Kraft

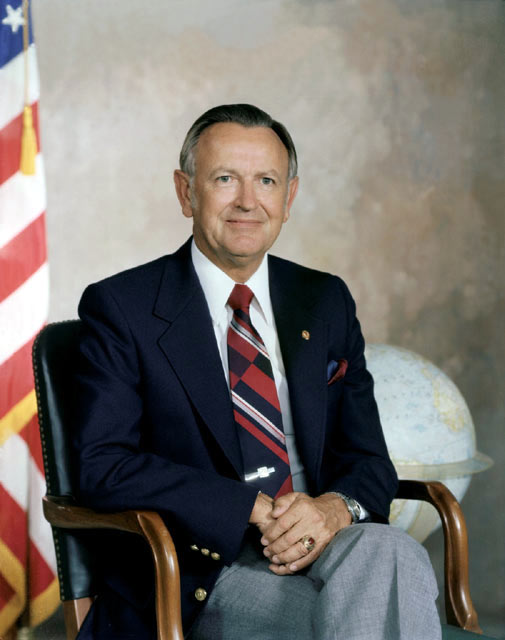
Christopher Kraft nel 1979

Christopher Columbus Jr. Kraft (28 febbraio 1924 – 22 luglio 2019) è stato un ingegnere e ricercatore statunitense.
Christopher Columbus Jr. Kraft fu ingegnere e direttore della NASA ed è stato determinante nella creazione dell'operazione del Mission Control Center dell'agenzia. Più di ogni altra persona, Kraft è stato responsabile di plasmare l'organizzazione e la cultura del Mission Control della NASA. Come ha commentato il suo protetto Glynn Lunney, "il Centro di controllo oggi... è un riflesso di Chris Kraft".

## Biografia

### Istruzione
Christopher Columbus Kraft Jr. è nato a Phoebus, in Virginia, il 28 febbraio 1924. Prese il nome da suo padre, Christopher Columbus Kraft, nato a New York City nel 1892 vicino al Columbus Circle. Il padre di Kraft, figlio di immigrati bavaresi, trovava il suo nome imbarazzante, ma lo ha comunque passato a suo figlio. Negli anni successivi, Kraft - così come altri commentatori - lo avrebbe considerato particolarmente appropriato. Kraft ha commentato nella sua autobiografia che, con la scelta del suo nome, "parte della direzione della mia vita è stata decisa dall'inizio". Suo padre morì il giorno di Capodanno del 1957, all'età di 64 anni. Sua madre, Vanda Olivia née Suddreth, era un'infermiera. Da ragazzo, Kraft ha suonato in un corpo di tamburi e trombe della Legione americana ed è diventato il campione nazionale di tromba. Andò a scuola a Phoebus, dove l'unica scuola arrivava fino alla prima media. Phoebus non aveva una scuola superiore, quindi Kraft frequentò la Hampton High School. Era anche un appassionato giocatore di baseball ed ha continuato a giocare al college; un anno ha avuto una media di battuta di 0,340.
Nel settembre 1941, Kraft iniziò i suoi studi alla Virginia Polytechnic Institute e State University (Virginia Tech) e divenne membro del Corps of Cadets. Gli Stati Uniti entrarono nella Seconda guerra mondiale nel dicembre 1941 e Kraft tentò di arruolarsi nella Marina degli Stati Uniti come cadetto dell'aviazione V-12, ma fu respinto a causa di una bruciatura alla mano destra che aveva subito all'età di tre anni. Si laureò nel dicembre 1944 con una laurea in ingegneria aeronautica.

### Carriera alla NACA
Dopo la laurea, Kraft accettò un lavoro presso la compagnia aerea Chance Vought nel Connecticut. Aveva anche inviato una domanda alla National Advisory Committee for Aeronautics (NACA), un'agenzia governativa il cui Langley Research Center si trovava a Hampton, Virginia; Kraft lo considerava troppo vicino a casa, ma fece domanda come garanzia. All'arrivo a Chance Vought gli venne detto che non poteva essere assunto senza il certificato di nascita, che non aveva portato con sé. Infastidito dalla mentalità burocratica dell'azienda, decise invece di accettare l'offerta della NACA.
Negli anni '40, la NACA era un'organizzazione di ricerca e sviluppo, dedita alla ricerca aeronautica all'avanguardia. Presso il Langley Research Center, sono state utilizzate gallerie del vento avanzate per testare nuovi progetti di aeromobili e sono stati condotti studi su nuovi prototipi come l'aereo a razzo Bell X-1. Kraft fu assegnato alla divisione di ricerca sul volo, dove Robert R. Gilruth era allora a capo della ricerca. Il suo lavoro con la NACA includeva lo sviluppo di un primo esempio di sistemi di attenuazione delle raffiche per aerei che volavano in aria turbolenta. Ciò ha comportato la compensazione delle variazioni nell'atmosfera deviando automaticamente le superfici di controllo. Kraft ha anche scoperto che i vortici all'estremità delle ali, e non il lavaggio dell'elica, sono responsabili della maggior parte della turbolenza di scia nell'aria che segue gli aerei in volo. Questa scoperta è stata dimenticata e successivamente riscoperta autonomamente.
Sebbene gli piacesse il suo lavoro, Kraft lo trovava sempre più stressante, soprattutto perché non si considerava un grande teorico. Nel 1956 gli fu diagnosticata un'ulcera e iniziò a pensare ad un cambio di carriera.

### Direttore di volo
Nel 1958 fu chiamato a far parte dello Space Task Group, una piccola squadra incaricata di portare il primo uomo americano nello spazio. Assegnato alla divisione operazioni di volo, Kraft divenne il primo direttore di volo della NASA. Era in servizio durante le missioni storiche come il primo volo spaziale americano con equipaggio, il primo volo orbitale con equipaggio e la prima passeggiata nello spazio. All'inizio del programma Apollo, Kraft si ritirò come direttore di volo per concentrarsi sulla gestione e sulla pianificazione della missione. Nel 1972 divenne direttore del Manned Spacecraft Center (poi Johnson Space Center), seguendo le orme del suo mentore Robert R. Gilruth. Ha ricoperto la carica fino al suo congedo dalla NASA nel 1982.
Durante il suo congedo, Kraft fece da consulente per numerose aziende, tra cui IBM e Rockwell International, e pubblicò un'autobiografia intitolata Flight: My Life in Mission Control. Nel 2011, l'edificio del Mission Control Center venne intitolato a lui. Quando Kraft ricevette il National Space Trophy dal Rotary Club nel 1999, l'organizzazione lo descrisse come "una forza trainante nel programma di volo spaziale umano degli Stati Uniti dai suoi inizi all'era dello Space Shuttle, un uomo i cui risultati sono diventati leggendari".